# Участок № 4
Уча́сток № 4 — посёлок в Таловском районе Воронежской области.
Входит в состав Шанинского сельского поселения.

## Население
| 2010 |
| ---- |
| 686  |

## Улицы
| - ул. Дворянская, - ул. Дорожная, - ул. Ленина, - пер. Лесной, | - ул. Молодёжная, - ул. Садовая, - ул. Центральная. |